# Anzu Yamamoto
Anzu Yamamoto –en japonés, 山本 杏, Yamamoto Anzu– (18 de junio de 1994) es una deportista japonesa que compite en judo. Ganó una medalla en los Juegos Asiáticos de 2014, y dos medallas en el Campeonato Asiático de Judo en los años 2012 y 2016.

## Palmarés internacional
| Juegos Asiáticos    | Juegos Asiáticos        | Juegos Asiáticos  | Juegos Asiáticos |
| Año                 | Lugar                   | Medalla           | Categoría        |
| ------------------- | ----------------------- | ----------------- | ---------------- |
| 2014                | Incheon (Corea del Sur) | Medalla de oro    | –57 kg           |
| Campeonato Asiático |                         |                   |                  |
| Año                 | Lugar                   | Medalla           | Categoría        |
| 2012                | Taskent (Uzbekistán)    | Medalla de oro    | –57 kg           |
| 2016                | Taskent (Uzbekistán)    | Medalla de bronce | –57 kg           |